# Wilson Jermaine Heredia
Wilson Jermaine Heredia (Brooklyn, 2 de diciembre de 1971) es un actor estadounidense conocido por interpretar a Ángel Dumott Schunard en el musical Rent, por lo que ganó el Premio Tony y el Premio Drama Desk por Mejor Actor en un musical. 

## Carrera
Heredia nació en Brooklyn, Nueva York, hijo de inmigrantes de la República Dominicana - una madre costurera y un padre superintendente de edificios.
Ha aparecido en varias películas, incluyendo en Flawless, donde trabajó junto a Daphne Rubin-Vega. La película también es protagonizada por Robert De Niro y Philip Seymour Hoffman. Heredia también apareció en Law & Order: Special Victims Unit.